# Pomarzany (województwo wielkopolskie)
Pomarzany (niem. Niedringhaus) – wieś w Polsce położona w województwie wielkopolskim, w powiecie gnieźnieńskim, w gminie Kłecko. We wsi znajduje się kościół pod wezwaniem Opieki Matki Bożej z 1892 roku.
W latach 1975–1998 miejscowość położona była w województwie poznańskim.

## Historia
Pomarzany wzmiankowane były po raz pierwszy w 1284 roku, jako własność kasztelana poznańskiego Tomisława z Szamotuł. W średniowieczu osadę tę zasiedlono jeńcami z Pomorza. Znajduje się tu, założony w pierwszej połowie XIX w., park krajobrazowy. Na przełomie XIII i XIV w. Nałęczowie ufundowali w miejscowości drewniany kościół, rozebrany w 1758 r. Na krańcu wsi znajduje się legendarny głaz, na którego powierzchni znajduje się odcisk stopy i liczne wgłębienia. W 1773 r. były własnością Mikołaja Węsierskiego. W 1892 r., dzięki staraniom właściciela Pomarzan, wybudowano murowany kościół.